# Slovenj Gradec
Slovenj Gradec (alemany: Windischgrätz, que vol dir Graz eslovena) és una petita ciutat i un municipi de la província de Caríntia (Koroška) del nord d'Eslovènia, només a pocs quilòmetres de la frontera amb Àustria. La ciutat està situada a 45 km a l'oest de Maribor i 65 km al nord-est de Ljubljana. L'àrea del seu voltant també es coneix amb el nom de "Slovenj Gradec".
El 1918, l'àrea era una illa germanòfona en una zona de parla eslovena. Al cens del 1880, l'àrea tingué un 75% d'habitants germanòfons i un 25% de parlants d'eslovè. Després de la fi de la Primera Guerra Mundial, molts alemanys retornaren a Àustria; i els que s'hi quedaren, foren expulsats el 1945.
El 1860, Hugo Wolf, un compositor, nasqué aquí. El seu lloc de naixement és ara una escola de música. Altres estructures importants prop del seu lloc de naixement són una església parroquial a la plaça major, que és una capella gòtica amb frescs de mitjans del segle xv. El 2003, una excavació arqueològica descobrí les ruïnes de l'església més vella de Caríntia, que prové del període carolingi.
Aquí va néixer Andreja Katič (22 de desembre de 1969), estadista eslovena i membre dels socialdemòcrates.